# Otorinolaringoiatria
L'otorinolaringoiatria è la branca della medicina che si occupa di prevenzione, diagnosi e terapia sia medica sia chirurgica delle patologie del distretto testa-collo, ossia dell'orecchio (udito ed equilibrio), del naso (respirazione e apnee del sonno) e della gola (voce e deglutizione), tra cui anche, ad esempio, il trattamento chirurgico della tiroide e paratiroidi, nonché quello medico e chirurgico delle tonsille, della base del cranio, della bocca, lingua, ghiandole salivari, tumori del distretto cervicale e facciale, ecc.
Nonostante le diverse parti possano sembrare poco correlate, è comune che siano affette congiuntamente da uno stesso processo patologico, sia esso infettivo, tumorale, traumatico o di altra natura, ragione per cui vengono trattate da uno specialista unico, con il titolo di medico chirurgo otorinolaringoiatra. È per questo motivo che l'otorinolaringoiatra tratta anche la patologia del nervo facciale, che segue un decorso anatomico proprio nelle regioni menzionate precedentemente.
L'otorinolaringoiatra è quindi il medico e chirurgo di riferimento per interventi riguardanti non solo la triade anatomica di orecchio, naso e laringe, ma anche del distretto cervico-facciale e del basicranio in generale. Il termine deriva direttamente dal greco ὠτορινολαρυγγολογία, che sta appunto per studio di orecchio, naso e laringe rispettivamente.

## Formazione
L'iter formativo per ottenere il titolo di Specialista in Otorinolaringoiatria in Italia è la laurea in Medicina e Chirurgia, della durata di sei anni, e la specializzazione in Otorinolaringoiatria e Chirurgia Cervico-Facciale, della durata di quattro anni. In Italia la società scientifica che riunisce sotto la propria egida gli specialisti in ORL è la Società italiana di otorinolaringologia e chirurgia cervico-facciale (S.I.O. e Ch.C.F.), organizzazione medico-scientifica determinata dall'integrazione tra l’Associazione Otolaringologi Ospedalieri Italiani (A.O.O.I.) e l’Associazione degli Otorinolaringoiatri Universitari (A.U.O.R.L.).
In altri Paesi, come nel Regno Unito e in Svizzera, la durata dell'iter formativo può essere variabile, in quanto, per completare la formazione, il chirurgo otorinolaringoiatra necessita di acquisire diverse capacità anche nell'ambito della chirurgia generale.

## Storia

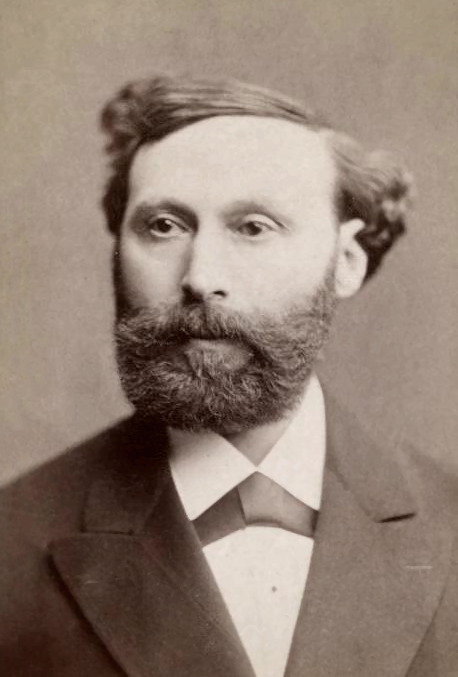
Ádám Politzer, padre dell'otologia moderna

Per quanto concerne più specificatamente l' otologia, tra il XIX e il XX secolo spicca la figura del medico ungherese e austriaco Ádám Politzer (1835-1920), il padre dell'otologia moderna

## Esempi di patologie e interventi di pertinenza otorinolaringoiatrica

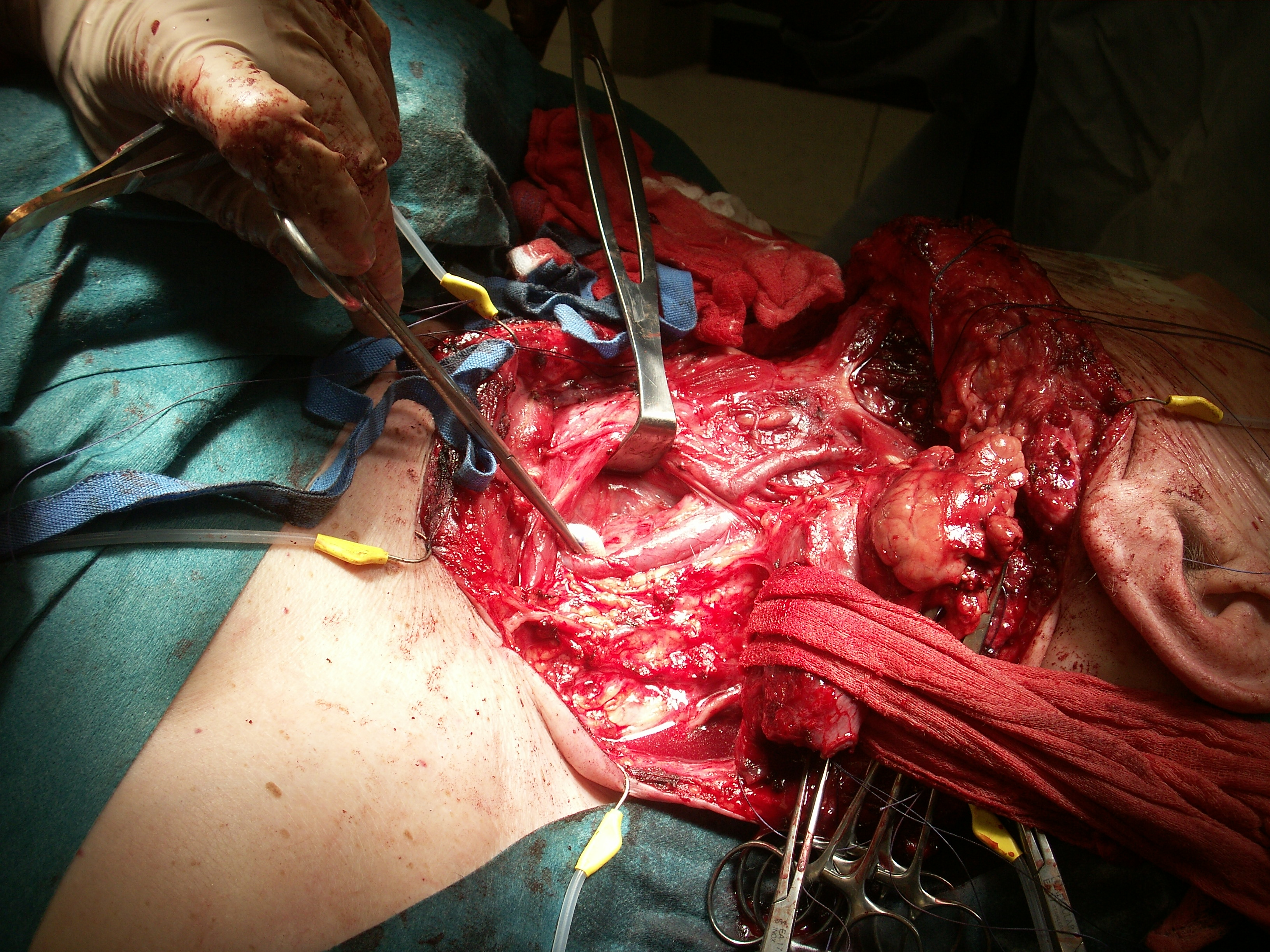
Intervento chirurgico otorinolaringoiatrico: regione laterale del collo

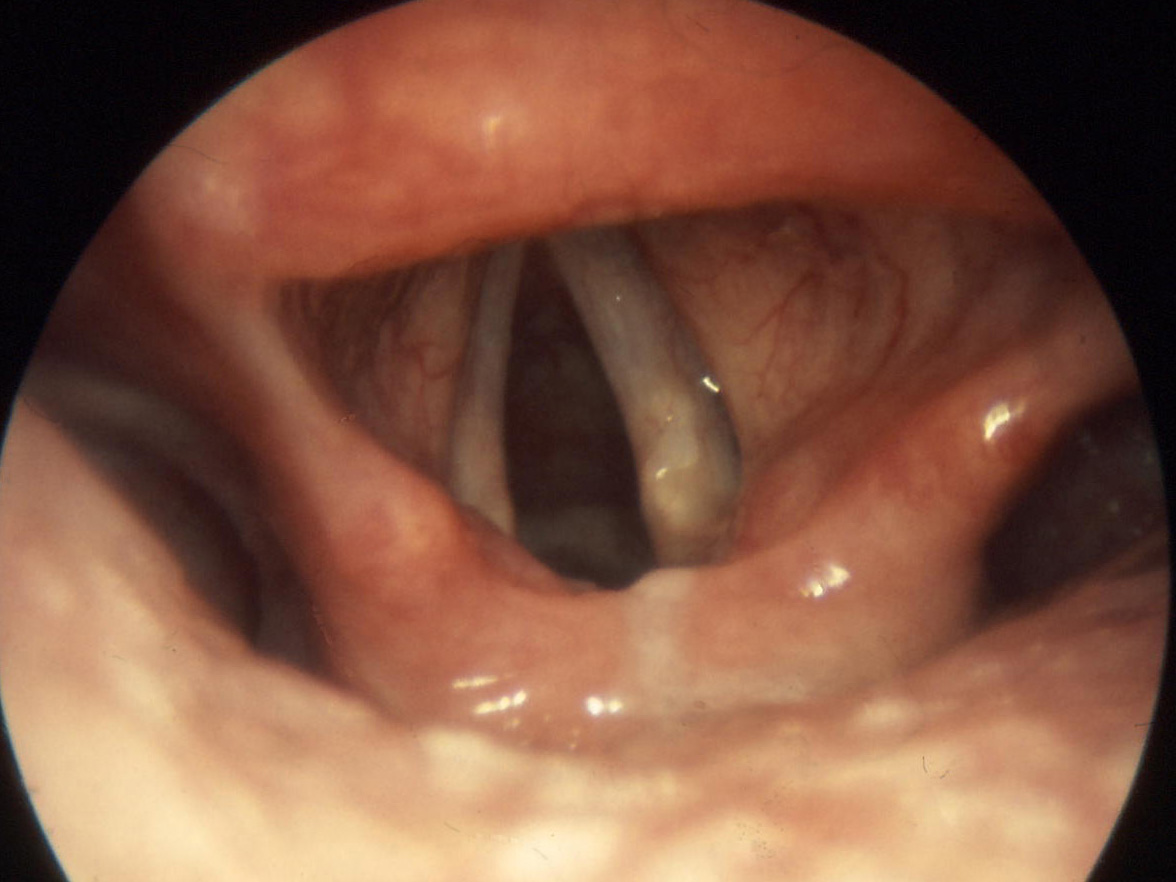
Le corde vocali viste in endoscopia a fibre ottiche

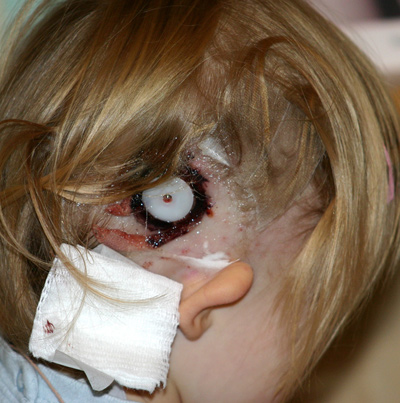
Protesi acustica impiantata nell'osso in una bambina con ipoacusia

### Chirurgia di testa e collo
- Chirurgia oncologica della cavità orale, della laringe e del faringe
- Tumore della tiroide
- Chirurgia endocrina del collo (tiroidectomia, paratiroidectomia)
- Dissezione del collo (neck dissection)
- Ricostruzioni microvascolari con lembi liberi
- Chirurgia del basicranio

### Otologia e neuro-otologia
- Microchirurgia dell'orecchio (es. miringoplastica, timpanoplastica, colesteatoma, stapedectomia e stapedotomia)
- Perforazione timpanica
- Vertigine (es. Sindrome di Menière, labirintite, cupololitiasi, neurinoma dell'acustico, ecc.)
- Sordità
- Implantologia cocleare ("orecchio bionico")
- Otite (es. otite media acuta purulenta, otite media acuta necrotica, ecc.)
- Acufene
- Otosclerosi

### Rinologia
- Chirurgia delle cavità nasali e dei seni paranasali (es. settoturbinoplastica, dacriocistorinostomia, ecc.)
- Chirurgia della base cranica
- Sindrome delle apnee nel sonno
- Sinusite, rinite
- Poliposi naso-sinusale
- Ipertrofia dei turbinati nasali
- Sindrome del naso vuoto
- Allergie con prevalente coinvolgimento delle vie aeree superiori

### Pediatria
- Sordità congenita
- Adenoidectomia
- Tonsillectomia
- Laringomalacia
- Miringotomia

### Laringologia e foniatria
- Carcinoma laringeo
- Disfonie
- Noduli vocali
- Stenosi laringo-tracheale
- Tracheotomia
- Mutismo